# براديبتا أديكاري
براديبتا أديكاري (النيبالية: प्रदीप्ता अधिकारी) (من مواليد 3 يونيو 1996) هي حاملة لقب مسابقة ملكة جمال نيبالية والتي توجت ملكة جمال نيبال 2019. وستمثل الآن نيبال في مسابقة ملكة جمال الكون 2019. وقد مثلت بلدها من قبل في مسابقات النقاش الدولية التي عقدت في هولندا وسنغافورة وتايلاند.

## روابط خارجية
- Missnepal.com.np[وصلة مكسورة]
- Missuniverse.com

| الجوائز و الإنجازات | الجوائز و الإنجازات      | الجوائز و الإنجازات |
| ------------------- | ------------------------ | ------------------- |
| سبقه Manita Devkota | Miss Universe Nepal 2019 | تبعه TBD            |